# Maria João Duarte
Maria João Rodrigues Madeira Rolo Duarte (Lisboa, 17 de junho de 1930 - 26 de maio de 2025) foi uma jornalista, escritora portuguesa. Em 1956, foi a primeira mulher portuguesa a assinar uma coluna desportiva no jornal Mundo Desportivo.

## Biografia
Estudou no Instituto de Odivelas e frequentou o curso superior de Germânicas na Faculdade de Letras da Universidade de Lisboa. 
Do seu casamento com o jornalista, dramaturgo, humorista e publicitário António Rolo Duarte (16 de outubro de 1928 - 5 de fevereiro de 1987) teve três filhos. O editor fonográfico António Manuel Rolo Duarte (26 de abril de 1956 - 21 de março de 2006), a designer Fátima Rolo Duarte (13 de outubro de 1958) e o jornalista e editor Pedro Rolo Duarte (16 de maio de 1964 – 24 de novembro de 2017). Avó de três netos. 
Trabalhou na Federação Portuguesa de Patinagem. Em 1956 foi a primeira mulher portuguesa a assinar uma coluna desportiva no jornal Mundo Desportivo.
Colaborou no semanário "Parada da Paródia" que foi publicado de 10 de novembro de 1960 a 1 de novembro de 1962.
Foi chefe de redacção da revista "Donas de Casa" onde diversos dos seus textos foram censurados.  
Depois de "Vamos Dormir" (de Artur Correia, Mário Neves e Ricardo Neto) voltou o "separador" de mandar as crianças para a cama com A Família Pituxa (os meninos Zé, Joana, João e Rita, o cão Pico-Pico e o papagaio Seranico. com a animação de Artur Correia e a canção "São Horas Meninos" com letra dela, Maria João Duarte e música de Eugénio Pepe. Foi co-autora com Fernando Matos Silva de "O Programa das Festas" em 1987, apresentado por Pedro Rolo Duarte para a RTP, que daria origem ao "Tempos Modernos". Em 1992 colaborou no programa "Carlos Cruz Quarta-feira". 
Foi chefe de redacção da revista Tele Semana, fundada em 1973. Em 1974 foi directora da revista de banda desenhada "O Jacaré". Foi ainda chefe de redacção do semanário se7e. Colaboradora regular em A Capital, A Bola e Jornal de Notícias.
Em 1979 foi a autora das letras do disco de adivinhas "Qual É a Coisa Qual é Ela" interpretado por Lena d'Água.
Mais tarde colaborou com a revista "Tempo Livre" do INATEL onde assinou uma série de biografias de homens e mulheres da cultura portuguesa.
Maria João Rolo Duarte faleceu na noite de 26 de maio de 2025, aos 94 anos.

## Reconhecimento
Em 2020 foi distinguida pelo Comité Olímpico de Portugal (COP) numa cerimónia que homenageou mulheres jornalistas com carreira consolidada no jornalismo desportivo.